# Bus Stop
Bus Stop (bra: Nunca Fui Santa; prt: Paragem de Autocarro) é um filme estadunidense de 1956, do gênero comédia romântico-dramática, dirigido por Joshua Logan, com roteiro de George Axelrod, baseado na peça teatral homônima de William Inge.
Este filme marcou o retorno de Marilyn Monroe ao cinema após uma ausência de um ano. Monroe estava insatisfeita com os papéis que a 20th Century Fox lhe atribuía e deixou Hollywood após completar O Pecado Mora ao Lado (1955). Suspensa pelo estúdio, ela se mudou para Nova York, onde se matriculou no Actors Studio, sob a tutela dos renomados professores Lee e Paula Strasberg. Após anunciar a formação da Marilyn Monroe Productions, ela finalmente chegou a um acordo com a Fox, quando o estúdio lhe ofereceu um contrato lucrativo que lhe concedia aprovação sobre os diretores, de acordo com uma notícia publicada em maio de 1956 no Hollywood Reporter.
Ao contrário dos filmes da carreira de Marilyn até então, predominantemente comédias e musicais, Bus Stop é um drama que rendeu à atriz uma indicação ao Globo de Ouro.

## Sinopse
Beauregard (Don Murray), um jovem cowboy de 21 anos, ingênuo e inexperiente em relacionamentos, viaja com seu amigo e mentor Virgil Blessing para um rodeio em Phoenix, Arizona. Apesar de relutante, Beau sonha em encontrar um "anjo" para se apaixonar. Durante a viagem, ele conhece Cherie (Marilyn Monroe), uma aspirante a estrela de Hollywood que trabalha como cantora. Após um breve encontro, Beau acredita que eles estão noivos, embora Cherie não compartilhe desse entendimento.
No rodeio, Beau dedica suas vitórias a Cherie, ganhando um prêmio considerável. Convencido de que estão destinados a ficar juntos, ele tenta levá-la à força para seu rancho em Montana, até mesmo utilizando um laço de gado para impedi-la de fugir. Durante a viagem de ônibus, uma nevasca força os passageiros a se abrigarem em um café. Nesse momento, Beau começa a refletir sobre suas ações, especialmente após uma briga com o motorista do ônibus.
Arrependido, ele pede desculpas a todos, incluindo Cherie. Em uma conversa sincera, ambos abrem seus corações: ele confessa sua falta de experiência e amor genuíno, enquanto ela admite nunca ter ouvido palavras tão apaixonadas. Tocada pela sinceridade de Beau, Cherie decide aceitar sua proposta e partir com ele para o rancho em Montana, iniciando uma nova jornada juntos.

## Elenco
- Marilyn Monroe .... Cherie
- Don Murray .... Bo
- Arthur O'Connell .... Virgil Blessing
- Betty Field .... Grace
- Eileen Heckart .... Vera
- Robert Bray .... Carl
- Hope Lange .... Elma Duckworth
- Hans Conried .... fotógrafo da Life
- Max Showalter .... repórter da Life

## Produção

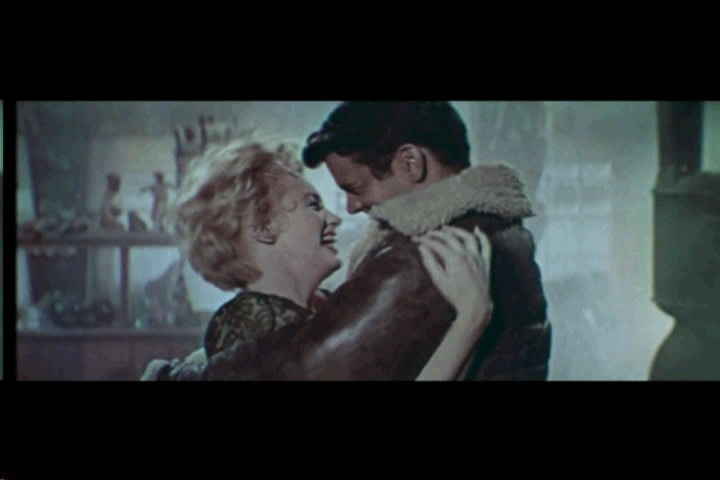
Marilyn Monroe e Don Murray em cena do filme.

Bus Stop marcou uma nova fase na carreira de Marilyn Monroe, sendo o primeiro filme que ela escolheu fazer com o novo contrato. No papel de Cherie, Monroe deixou de lado o glamour dos seus filmes anteriores, adotando um sotaque típico do interior dos Estados Unidos, figurinos simples e uma atuação mais "pé no chão", com canto e dança propositalmente modestos.
Joshua Logan, diretor famoso por seus trabalhos na Broadway, hesitou em aceitar o projeto no início, desconfiando do talento de Monroe e preocupado com sua fama de ser difícil nos bastidores. As filmagens aconteceram em 1956, em Sun Valley, Idaho, e Phoenix, Arizona. Monroe, como dona da sua própria produtora, a Marilyn Monroe Productions (MMP), participou de algumas decisões criativas, mas também exigiu paciência de Logan por conta de seu perfeccionismo e ritmo mais lento.
Apesar dos perrengues, Logan mudou completamente de ideia sobre Monroe durante as gravações, comparando sua habilidade de misturar comédia e drama à de Charlie Chaplin. George Axelrod, roteirista do filme, elogiou o resultado e disse que a versão para o cinema superou as limitações da peça original. Monroe, no entanto, ficou chateada na época, achando que o filme favorecia o personagem de Don Murray, mas depois reconheceu que Bus Stop foi uma das melhores atuações de sua carreira.

## Recepção

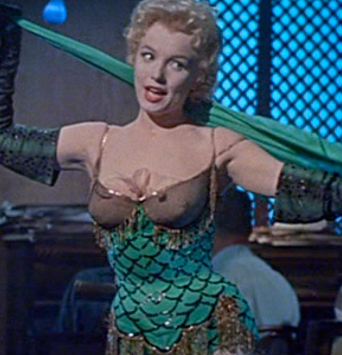
A atuação de Marilyn Monroe no filme foi elogiada por Bosley Crowther do The New York Times.

Bosley Crowther do The New York Times elogiou Marilyn Monroe em Bus Stop, destacando que ela finalmente provou ser uma atriz de verdade. No papel de Cherie, Monroe supera suas atuações anteriores, apresentando uma personagem autêntica e comovente, com sotaque e aparência condizentes com a realidade da trama. Sob a direção de Joshua Logan, ela entrega uma performance que mistura vulnerabilidade e dignidade, equilibrando humor e emoção. O filme também é enaltecido por sua atmosfera envolvente, ambientada no mundo de rodeios e bares modestos. Don Murray, em sua estreia, impressiona como o cowboy ingênuo e obstinado, formando uma dinâmica convincente com Monroe. O roteiro de George Axelrod e a direção de Logan ampliam a história original da peça, criando uma comédia vibrante e um romance impactante. As atuações de apoio, como as de Arthur O’Connell e Eileen Heckart, também recebem elogios. Bus Stop é descrito como uma produção audaciosa e visualmente rica, consolidando Marilyn Monroe como uma atriz capaz de interpretar papéis complexos.
No site agregador de críticas Rotten Tomatoes, o filme tem um índice de aprovação de 80% com base em 15 avaliações, com uma nota média de 7,3/10.

## Adaptações
De 1961 a 1962, a ABC transmitiu uma série de televisão intitulada Bus Stop, vagamente baseada na peça de William Inge, estrelada por Marilyn Maxwell, Rhodes Reason e Richard Anderson.

## Principais prêmios e indicações
Oscar 1957 (EUA)
- Indicado
  - melhor ator coadjuvante (Don Murray)[15]

BAFTA 1957 (Reino Unido)
- Indicado
  - Ator novato mais promissor (Don Murray)[carece de fontes?]

Globo de Ouro 1957 (EUA)
- Indicado
  - Melhor filme - comédia/musical[16]
  - Melhor atriz - comédia/musical (Marilyn Monroe)[16]